# P to JK
P to JK (PとJK n.đ. '"P và JK"') là series truyện tranh thiếu nữ shōjo Nhật Bản, được viết và minh hoạ bởi Miyoshi Maki và được xuất bản bởi nhà xuất bản Kodansha trên tạp chí truyện tranh Bessatsu Friend. Tiêu đề truyện là sự kết hợp giữa tên gọi ngắn gọn cho Cảnh sát và Nữ sinh cao trung. Tập 1 được xuất bản vào ngày 12 tháng 4 năm 2013. Bản phim điện ảnh live-action được thông báo vào tháng 5 năm 2016 do Hiroki Ryūichi làm đạo diễn, và công chiếu từ ngày 25 tháng 3 năm 2017. Truyện đoạt giải thưởng truyện tranh Kodansha thường niên lần thứ 41 cho hạng mục truyện tranh thiếu nữ vào năm 2017.

## Cốt truyện
Trong một buổi hẹn nhóm, Kako- cô nữ sinh trung học 16 tuổi đóng giả làm sinh viên đại học 22 tuổi và gặp Kota-anh chàng cảnh sát 23 tuổi. Họ nhanh chóng để ý tới nhau nhưng ngay sau khi biết Kako chỉ mới 16 tuổi, Kota liền thay đổi thái độ. Đến khi Kako bị thương vì bảo vệ mình, anh đã bày tỏ tình cảm và đưa ra lời đề nghị kết hôn với cô. Kako đồng ý nhưng để nhận được sự đồng ý của cha, cô và Kota sẽ phải giữ bí mật về cuộc hôn nhân này cho đến khi mình tốt nghiệp.

## Nhân vật
- Motoya Kako
- Sagano Kota
- Ōkami Heisuke
- Yaguchi Mikado
- Komori Fumi
- Yamamoto
- Bố của Kako
- Mẹ của Kako

## Đón nhận
Truyện được xếp hạng thứ 14 trong bảng xếp hạng Truyện tranh khuyên đọc của Nationwide Bookstore Employees vào năm 2014.
Tập 3 xếp hạng thứ 25 trên bảng xếp hạng truyện tranh hàng tuần Oricon và bán được 69 nghìn bản in đến ngày 22 tháng 12 năm 2013. Tập 4 đạt ví trị thứ 12 và bán được 113 nghìn bản in vào ngày 20 tháng 4 năm 2014. Tập 5 xếp hạng thứ 5 và bán được 105 nghìn bản in đến ngày 17 tháng 8 năm 2014. Cho đến tháng 5 năm 2016, loạt truyện đã bán được 2,1 triệu bản in.